# 281661 Michaelsiems
281661 Michaelsiems este o planetă minoră (asteroid) din centura de asteroizi. A fost descoperită pe 8 noiembrie 2008 la  de Erwin Schwab⁠(d). 
Obiectul prezintă o orbită caracterizată de o semiaxă mare de 2,46323589864 UAi, o excentricitate de 0,19238185059378, o înclinație de 3,0727500609082 ° în raport cu ecliptica.